# Colonia el Pirame
Colonia el Pirame är en ort i kommunen Ocoyoacac i delstaten Mexiko i Mexiko. Samhället hade 914 invånare vid folkräkningen år 2020.